# Bert Jan Flim
Bert Jan Flim (Nijverdal, 1957) is een Nederlands historicus, werkzaam aan het Friesland College.

## Levensloop
Flim is de zoon van Herman Flim, een bakker uit Nijverdal. Herman Flim maakte in de Tweede Wereldoorlog onderdeel uit van de NV. De NV was een onderduikorganisatie die naast het Utrechts Kindercomité, de Amsterdamse Studenten Groep en de Trouwgroep Joodse kinderen in veiligheid bracht. Deze kinderen kwamen voornamelijk uit de crèche tegenover de Hollandsche Schouwburg in Amsterdam. Herman Flim had de zorg over meer dan zeventig Joodse kinderen. De bekendste onder hen was Ed van Thijn, de latere burgemeester van Amsterdam. Herman Flim en de andere leden van de NV werden onderscheiden door Yad Vashem.

## Werk
In 1995 promoveerde Bert Jan Flim op het proefschrift Omdat hun hart sprak, over de geschiedenis van het 'kinderwerk'. Later verscheen er een gelijknamige documentaire waarin het gedeelte van het proefschrift over de crèche Kindjeshaven in Utrecht werd belicht. Eind april 2012 verscheen Onder de klok, Georganiseerde hulp aan joodse kinderen, een gedeeltelijke bewerking van het proefschrift. In het boek staan het Utrechts Kindercomité en de Amsterdamse Studenten Groep centraal.
Over de NV schreef Bert Jan Flim in 2020 het boek Het grote kinderspel, Hoe verzetsgroep NV honderden Joodse kinderen liet onderduiken. Het verscheen bij Amphora Books. Naar aanleiding van de verschijning werd een filmpje gepubliceerd.
In 2022 begon Bert Jan Flim aan een onderzoek naar het leven van Joodse kinderen en hun families die leefden in onderduik aan de hand van voogdijdossiers van de voormalige Commissie Oorlogspleegkinderen (OPK). Het onderzoek vindt plaats bij Herinneringscentrum Kamp Westerbork.